# Keith Crossan
Keith Derek Crossan (Belfast, 29 de diciembre de 1959) es un ex–jugador británico de rugby que se desempeñaba como wing.

## Selección nacional
Fue convocado al XV del Trébol por primera vez en febrero de 1982 para enfrentar a los XV del Cardo y disputó su último partido en enero de 1992 los Dragones rojos. En total jugó 41 partidos y marcó doce tries para un total de 48 puntos (un try valía 4 puntos por aquel entonces).

### Participaciones en Copas del Mundo
Disputó dos Copas del Mundo; Nueva Zelanda 1987 donde Crossan jugó todos los partidos, marcó un doblete ante los Canucks y los irlandeses fueron derrotados por los Wallabies en cuartos de final, quedando eliminados. Cuatro años más tarde en Inglaterra 1991, el XV del Trébol volvió a caer en cuartos de final ante Australia.
| Mundial                       | Sede          | Resultado        | PJ | Tries |
| ----------------------------- | ------------- | ---------------- | -- | ----- |
| Copa Mundial de Rugby de 1987 | Nueva Zelanda | Cuartos de final | 4  | 2     |
| Copa Mundial de Rugby de 1991 | Inglaterra    | Cuartos de final | 3  | 0     |

## Palmarés
- Campeón del Torneo de las Seis Naciones de 1982 y 1985.
- Campeón del Interprovincial Championship de 1985, 1986, 1987, 1989, 1990, 1991 y 1992.